# Peter Kohnstamm

Peter Kohnstamm (3 Jahre), seine Schwester (11 Jahre) und sein Bruder Rudolf im Hintergrund (14 Jahre)

Peter George Konstam, geboren als Peter Georg Oskar Kohnstamm (* 19. April 1908 in Frankfurt am Main; † 15. Februar 1995 in Kirkwall) war ein deutscher international tätiger Unfallchirurg, Tuberkulose-Forscher, Autor wissenschaftlicher Schriften und Professor der medizinischen Fakultät in Ibadan, Nigeria.
Er wuchs in dem international renommierten Sanatorium seiner Eltern auf und diente zusammen mit seiner Schwester Anneliese dem Kurgast Gerdt von Bassewitz als Inspiration zu dem bekannten Kindermärchen Peterchens Mondfahrt.

## Kindheit und Ausbildung, erste Ehe

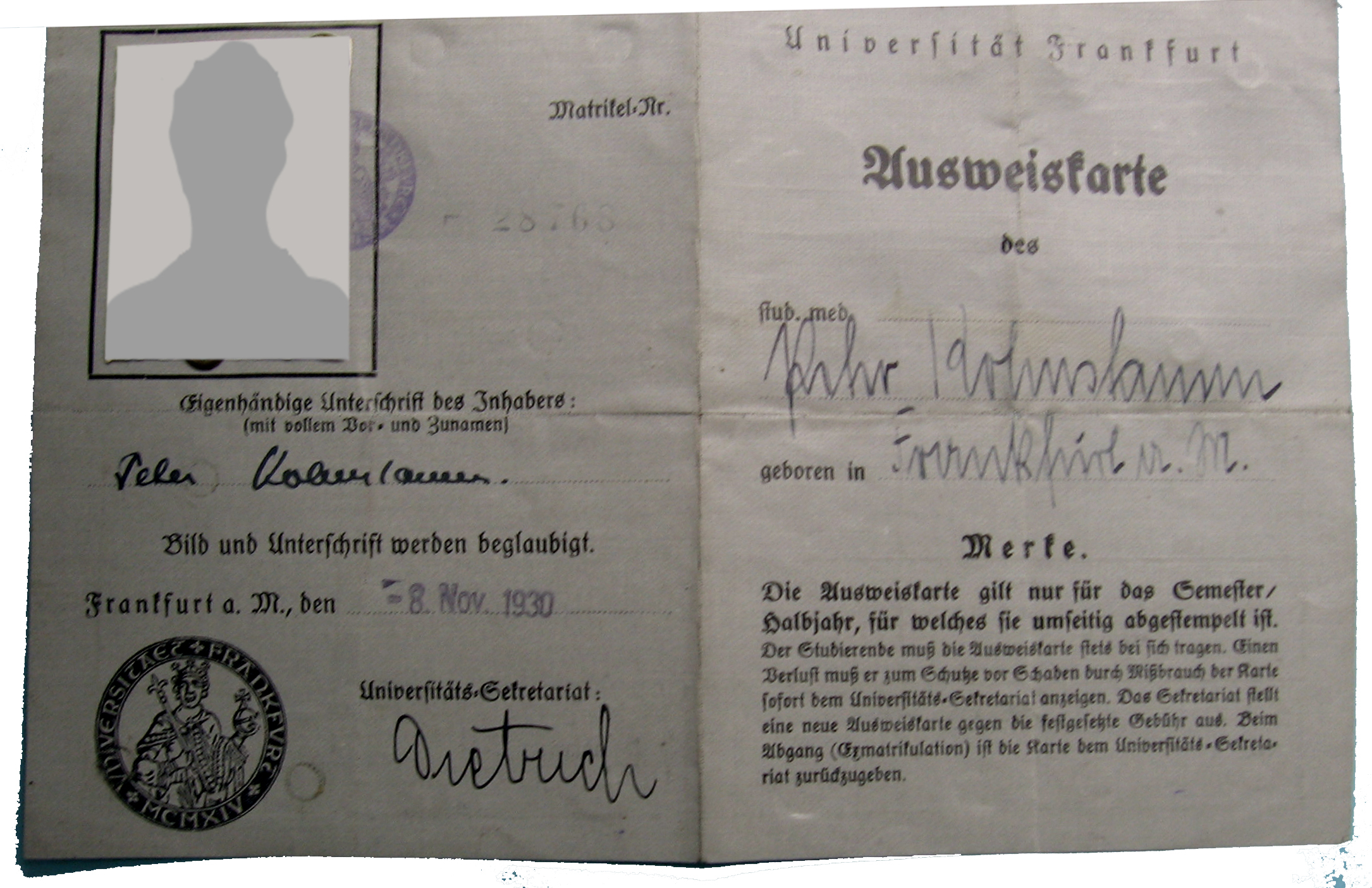
Studentenausweis Peter Kohnstamms von 1930 (Als Geburtsort ist Frankfurt am Main angegeben)

Peter Konstam wuchs in Königstein im Taunus zusammen mit drei älteren Geschwistern als Sohn eines jüdischen Psychiaters auf. Seine Eltern betrieben als Ärzte das international bekannte „Sanatorium Dr. Kohnstamm“, welches sich auf die Behandlung von Künstlern und anderen „geistig hochstehenden“ Menschen spezialisiert hatte.
In seinen Lebenserinnerungen schildert Konstam seine Eindrücke der berühmten Patienten Ernst Ludwig Kirchner, Otto Klemperer, Kurt Hahn, Carl Sternheim, Reinhold Lepsius – während Henry van de Velde, Botho Graef, Karl Wolfskehl und Stefan George zu den Freunden der Familie gehörten (die beiden letztgenannten waren Schulfreunde seines Vaters aus Darmstadt).
Nach dem frühen Tod seines Vaters im Jahre 1917 („... starb Vater, und unsere Welt brach zusammen“, S. 29) wurde das Sanatorium verkauft (1921). Konstam besuchte ab 1918 wie sein im Ersten Weltkrieg gefallener ältester Bruder Rudi (1897–1916) das humanistische Lessing-Gymnasium in Frankfurt am Main. Einer seiner Schulfreunde war Fritz von Bergmann, der Sohn Gustav von Bergmanns.
Zusammen mit seiner ersten Frau Micha-Lina (geb. Blumin, * 29. Juli 1908 in Wilna/Russland, promoviert am 29. Juni 1934 an der Friedrich-Wilhelms-Universität zu Berlin – diese Ehe verschweigt Konstam in seinen Lebenserinnerungen) studierte er an der Johann Wolfgang Goethe-Universität Frankfurt am Main das Fachgebiet Medizin.

Abiturfeier 1927, Rede, Aufführung des Tiresias

Lessing-Gymnasium, Liste der Abiturienten Ostern 1927

Begleitung einer Mozart-Sonate am Klavier bei Feier am Lessing-Gymnasium 1926

Nach der Promotion zum Dr. med. in Frankfurt (1933) beschloss er nach den am 1. April von Goebbels „sorgfältig orchestrierten“ antijüdischen Ausschreitungen und eines speziellen Berufsverbotes gegen seinen Oberarzt Rosenberg, bei dem er als Assistent an einem großen Berliner Krankenhaus arbeiten wollte, auszuwandern.
Auch ihm selbst wurde – wegen seines jüdischen Nachnamens – obwohl der evangelischen Konfession zugehörig, der Arbeitsantritt verweigert („In diesem Moment entschloß ich mich, den braunen Schlamm loszuwerden und nahm Abschied – für immer.“, heißt es in seinen Lebenserinnerungen, S. 57).
Eine lebenslange Freundschaft von Kindheitstagen an pflegte er mit dem Komponisten und Dirigenten Otto Klemperer, der maßgeblich für seine Hingabe zur Musik verantwortlich war. Selbst ebenfalls ein begabter Pianist und Dirigent produzierte er in Nigeria und auf den Orkney-Inseln viele Opern und Chorwerke.
Peter Konstam war Enkel des Physiologen Johannes Gad und der Neffe des Afrika-Forschers Johannes Gad junior. Sein Sohn ist der renommierte Historiker und Unterwasser-Archäologe Angus Konstam. Seine Cousine war die Filmschauspielerin Phyllis Konstam. Weitläufig war die Familie über Albert Andreae de Neufville mit derjenigen Thomas Manns, Walther Rathenaus und mit der Familie Geheeb verwandt.

## Auswanderung, Leben und Tod auf den Orkney-Inseln
Er wanderte sofort nach Großbritannien aus, perfektionierte sein Englisch, erhielt 1934 das britische medizinische Staatsexamen, absolvierte 1935 innerhalb eines ergänzenden Studiums ein Conjoint (Conjoint-Analyse) und wurde 1938 zum „Fellow of the Royal College of Surgeons of Edinburgh“ ernannt.
Konstam praktizierte als Arzt in Huddersfield/Yorkshire und verbrachte die Kriegsjahre als Chirurg an einem Krankenhaus in Aberdeen, wo er sich um die Kriegsverletzten kümmerte. Eine seiner Studentinnen – Sheila – wurde seine 2. Ehefrau und Mutter seines Sohnes. 1945 erhielt er die britische Staatsbürgerschaft und anschließend absolvierte er seinen britischen Militärdienst in Hamburg.
Nach dem Kriege war er als Major des „Royal Army Medical Corps“ und als Chirurg in Deutschland (vor allem in Hamburg) tätig.
1951 wurde er zum Dozenten und später zum Professor der Medizinischen Fakultät an der University College Ibadan, Nigeria, berufen, wo er bis 1962 am Krankenhaus chirurgisch tätig war, bevor er als Chirurg in Kirkwall/Orkney-Inseln eine Tätigkeit aufnahm. Seine Publikationen befassten sich mit den Themen Magengeschwüre und anderen Krankheiten im geographischen Raum Nigerias.
Seine größten Beiträge waren auf dem Gebiet der wirksamen Behandlung bei spinaler Tuberkulose anhand von Chemo- und Bewegungstherapie, über die er 1962 in der „Arris and Gale“ Vortragssammlung referierte. Er wurde auch zum Mitglied des „Medical Research Council“ ernannt, das ähnliche Behandlungsmethoden in Korea, Hong Kong und Madras erforschte. Im selben Jahr wurde er zur Gesundheitsbehörde der Orkney-Inseln berufen, wo er einen Bluttransfusionsservice einführte.
Peter Konstam starb nach einer partiellen Lähmung, die durch eine cervicalen Laminektomie hervorgerufen worden war. Sein Biografie bei „PubMed Central - U.S. National Institutes of Health (NIH)“ enthält ein falsches Todesdatum (19.02). Nach Angaben der Behörden der Orkney-Inseln verstarb er am 15. Februar 1995.

## Alte Verbindungen nach Deutschland
Die ganzen Jahre nach seiner Auswanderung hielt er den Kontakt zu der Königsteinerin Gertrud Koch (1913–2007), die wie sein Vater in der sozialdemokratischen Partei aktiv war (und sich wie dieser als Stadtverordnete jahrzehntelang engagiert hatte). Sie war es, die ihn dazu gedrängt hatte, seine Lebenserinnerungen zu veröffentlichen. Auch war Koch eine von bisher insgesamt sechs Zeugen, die bestätigten, dass der Roman Der Zauberberg von Thomas Mann im Sanatorium Dr. Kohnstamm spielte.
Hierbei muss erwähnt werden, dass Peter Kohnstamm in ungekürzter Länge den Text über Max Neisser aus der Dokumentation "Juden in Königstein" in seinem Buch abdrucken ließ. – Dieser war der Vater von Liselotte Dieckmann – eine Cousine Richard Hallgartens, des engen Freundes von Klaus und Erika Mann. Sie war eine vergleichende Literaturwissenschaftlerin – was die Parallelerzählung von Peter Kohnstamm und Katia Mann erklären könnte.
Zudem verstarb sie hochbetagt im Jahre 1994, demselben Jahr, in dem die Lebenserinnerungen Kohnstamms in Buchform erschienen. Dies erscheint ebenfalls wie ein Hinweis, da Peter Kohnstamm genau an jenem Tag – 19. April 1908 – in Frankfurt geboren wurde, an dem ihr Großvater Charles Hallgarten, dort verstarb. Das Datum war der 4. Tag des Pessachfestes, des Ostersonntags.